# كوداكية خشنة
كوداكية خشنة (الاسم العلمي: Codakia exasperata) هي نوع من الحيوانات تتبع جنس الكوداكية من فصيلة اللوسينات.